# Panlexia
É um método, de acordo com Luczynski (2007), de orientação diagnóstica e um programa abrangente de assistência pedagógica ao indivíduo disléxico. O método, de forma sucinta, visa através do seu programa de ensino desenvolver habilidades relacionadas à leitura, escrita - soletração e composição - interpretação textual. Conforme o idioma de origem do indivíduo, o programa deve seguir as características fonema-grafema da língua em questão para facilitar a abordagem e o alcance de resultados positivos.